# Race of Champions 1977
Race of Champions 1977 je bila edina neprvenstvena dirka Formule 1 v sezoni 1977. Odvijala se je 20. marca 1977 na dirkališču Brands Hatch.

## Dirka
| Poz    | Št | Dirkač             | Konstruktor        | Krogi | Čas/Odstop     | Št. m. |
| ------ | -- | ------------------ | ------------------ | ----- | -------------- | ------ |
| 1      | 1  | James Hunt         | McLaren-Ford       | 40    | 53:54,35       | 3      |
| 2      | 20 | Jody Scheckter     | Wolf-Ford          | 40    | + 26,12 s      | 4      |
| 3      | 7  | John Watson        | Brabham-Alfa Romeo | 40    | + 23,17 s      | 1      |
| 4      | 38 | Brian Henton       | March-Ford         | 39    | +1 krog        | 10     |
| 5      | 16 | Jackie Oliver      | Shadow-Ford        | 39    | +1 krog        | 7      |
| 6      | 31 | David Purley       | LEC-Ford           | 39    | +1 krog        | 13     |
| 7      | 33 | Boy Hayje          | Brabham-Ford       | 39    | +1 krog        | 12     |
| 8      | 24 | Rupert Keegan      | Hesketh-Ford       | 39    | +1 krog        | 9      |
| 9      | 6  | Tony Trimmer       | Surtees-Ford       | 38    | +2 kroga       | 8      |
| 10 Ods | 3  | Ronnie Peterson    | Tyrrell-Ford       | 37    | +3 krogi Motor | 5      |
| 11     | 37 | Bob Evans          | Penske-Ford        | 37    | +3 krogi       | 11     |
| 12     | 13 | Davina Galica      | Surtees-Ford       | 37    | +3 krogi       | 15     |
| NC     | 22 | Clay Regazzoni     | Ensign-Ford        | 35    | +5 krogov      | 6      |
| Ods    | 5  | Mario Andretti     | Lotus-Ford         | 34    | Motor          | 2      |
| Ods    | 9  | Alex Ribeiro       | March-Ford         | 19    | Motor          | 16     |
| Ods    | 18 | Vittorio Brambilla | Surtees-Ford       | 11    | El. sistem     | 17     |
| DNS    | 14 | Larry Perkins      | BRM                |       | Vzmetenje      | 14     |